# Tonzonen Records
Tonzonen Records ist ein 2012 von Dirk Raupach gegründetes deutsches Independent-Label aus Krefeld. Es ist vor allem auf Veröffentlichungen im Krautrock-, Stoner- und Psychedelic-Rock-Bereich spezialisiert. Parallel zu dem Label betreibt Raupach einen gleichnamigen Online-Shop, der anfangs neben dem eigenen Programm auch Tonträger aus dem Sortiment anderer Labels bereithielt.
Zu den wichtigsten Künstlern des Labels zählen etwa The Spacelords, Smokemaster, Sounds Of New Soma oder Sound Of Smoke. Auch Sampler mit Beiträgen von Künstlern wie Electric Orange, Ax Genrich und Space Debris sind auf Tonzonen Records erschienen.
Dabei erscheinen sämtliche Veröffentlichungen zumeist als farbiges Vinyl und werden, trotz oder gerade wegen der limitierten Stückzahlen, auch international wahrgenommen und rezensiert. Gepresst werden die Veröffentlichungen (Schallplatten / CDs) ausschließlich in Deutschland. 2017 wurde ein Vertriebsvertrag mit H´Art / Bertus abgeschlossen. Im Februar 2020 wechselte das Label hin zum in Hamburg ansässigen Vertrieb Soulfood Music. Gründer Raupach selbst ist bei der Space-Rock/Neo-Krautrock-Band Sounds Of New Soma, zusammen mit dem Musiker Alexander Djelassi, aktiv. Deren Album Beyond The Acid Dream stellte die erste Veröffentlichung des Labels dar. Sounds Of New Soma veröffentlichten alle Alben via Tonzonen Records.
Das musikalische Spektrum hat sich seit Gründung erweitert und ist in der Breite vielfältiger geworden. So haben vermehrt Bands, die dem Jazz Rock zuzuordnen sind, beim Label unterschrieben (Rubber Tea, Brennenstuhl, Bend The Future). Aber auch Alternative Rock (Gong Wah, Dead Man´s Eye) und avantgardistischer Prog mit deutschen Texten (Anderes Holz) findet sich im Portfolio des Labels.
Im Jahr 2021 wurde zusammen mit dem Musikverlag 41065 (Inhaber Oliver Alexander) eine Verlags-Edition gegründet (Edition Vinyl Kommune) um Bands und deren Veröffentlichungen auch als Verlag vertreten zu können.

## Veröffentlichungen (Auswahl)
- 2014: New Way of Krautrock Vol.1 (Kompilation)
- 2015: Knall: Knall
- 2015: Vibravoid: Loudness for the Masses – Live in Concert 2015 (Livealbum)
- 2016; Uluru: Imaginary Sun
- 2016: Love Machine: Circles
- 2017: Sounds Of New Soma: La Grande Bellezza
- 2017: Karakorum: Beteigeuze
- 2017: Vespero: Shum-Shir
- 2017: Knall: Raubkatze auf 12 Uhr
- 2017: The Spacelords: Water Planet
- 2018: Psychic Lemon: Frequency Rhythm Distortion Delay
- 2018: The Shadow Lizzards: The Shadow Lizzards
- 2018: Mouth: Floating
- 2018: Sounds Of New Soma: Live at the Green Mushroom Festival
- 2018: Dead Man’s Eyes: Words of Prey
- 2018: Moto Toscana: Moto Toscana
- 2018: Vespero: Hollow Moon
- 2018: Pavallion: Stratospheria
- 2018: Björn Gögge: Cracau
- 2019: The Spacelords: On Stage
- 2019: Psychic Lemon: Live at the Smokehouse
- 2020: Taumel: There Is No Time to Run Away from Here
- 2020: The Spacelords: Spaceflowers
- 2020: Pyrior: Fusion
- 2020: Smokemaster: Smokemaster
- 2021: Moop: Ostara
- 2021: Kombynat Robotron: -270°
- 2021: Krautwerk: 1971
- 2022: Kamala: Limbo666
- 2022: The Shadow Lizzards: Someone's Heartache
- 2022: Einseinseins: Zwei
- 2023: Rulaman: To Serve the Dune
- 2023: Sound Of Smoke: Phases
- 2023: Nile On Wax: After Heaven
- 2023: Smokemaster: Cosmic Connector
- 2023: Speck: Eine gute Reise
- 2023: Sounds Of New Soma: Fluxus 2071
- 2024: Samsara Joyride: The Subtle And The Dense